# Dendrophylax macrocarpus
Dendrophylax macrocarpus là một loài thực vật có hoa trong họ Lan. Loài này được (Dod) Carlsward & Whitten mô tả khoa học đầu tiên năm 2003.